# Gibbidessus
Gibbidessus là một chi bọ cánh cứng trong họ Dytiscidae.
Chi này được Watts miêu tả khoa học năm 1978.

## Các loài
Chi này gồm các loài:
- Gibbidessus chipi Watts, 1978